# Takahito, principe Mikasa
Takahito, principe Mikasa (三笠宮崇仁親王?,  Mikasa-no-miya Takahito Shinnō; Tokyo, 2 dicembre 1915 – Tokyo, 27 ottobre 2016) fu il quartogenito dell'imperatore Taishō e dell'imperatrice Teimei, fratello minore dell'imperatore Hirohito e zio dell'Imperatore Emerito Akihito.

## Biografia

### Primi anni di vita e formazione
Il principe Takahito nacque nel Palazzo imperiale di Tokyo il 2 dicembre 1915 ed era il quarto e ultimo figlio dell'imperatore Taishō e dell'imperatrice Teimei. Sette giorni dopo la sua nascita, il 21 dicembre, ricevette il nome Takahito (崇仁), che utilizza il kanji 崇 (Su, Shu, Takai, agameru o tattobu) che significa "stimato, onorato, riverito", e il titolo onorifico di principe Sumi (澄宮, Sumi-no-miya), che utilizza il kanji 澄 (chō, sumi, sumu o sumasu) che si riferisce alla nozione di purezza e limpidezza. La sua titolazione completa da bambino era: Sua Altezza Imperiale il Principe Takahito Sumi (澄宮崇仁親王殿下, Sumi-no-miya Takahito Shinno Dinka). Lo stesso giorno ricevette il suo emblema personale (お印, o-shirushi) consistente nell'immagine stilizzata di una Cryptomeria japonica (若杉, Wakasugi).
Nel 1918, all'età di tre anni circa, fu separato dai suoi genitori per essere educato da precettori privati. Come tutti i membri della famiglia imperiale dal 1877, nel 1922, entrò nell'aristocratica scuola Gakushūin per ricevere la sua istruzione primaria e secondaria. Avendo molti anni di differenza dai suoi fratelli più grandi (14 anni con il principe ereditario Hirohito, 13 anni con il principe Yasuhito e 10 anni con il principe Nobuhito), tutti avevano già lasciato il Gakushūin quando lui vi entrò. Frequentava ancora il suo primo anno di scuola superiore quando, il 25 dicembre 1926, suo padre morì e il suo fratello maggiore gli succedette come imperatore del Giappone.

### Carriera militare

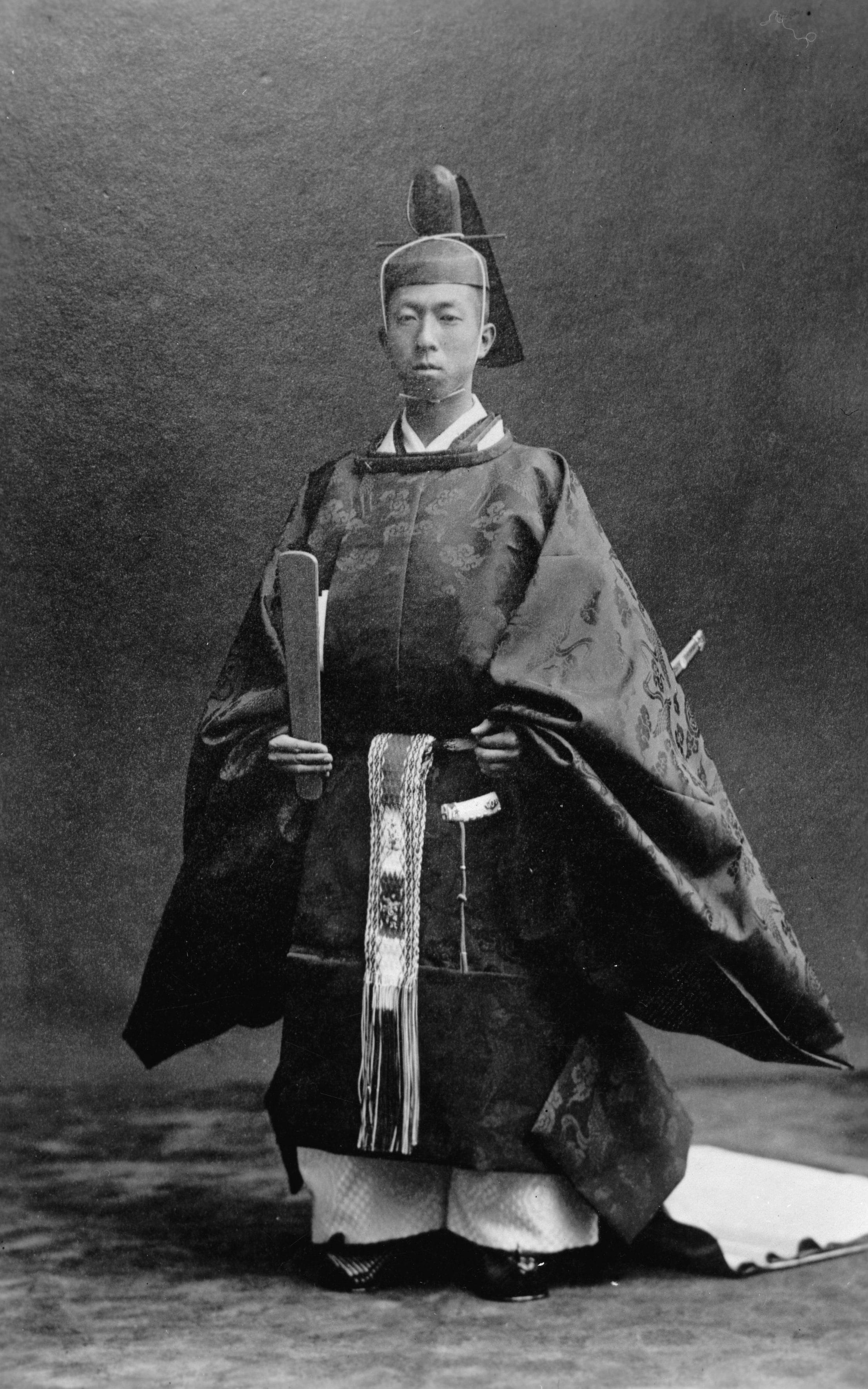
Il principe con il sokutai nel 1936.

Come gli altri fratelli cadetti dell'imperatore Hirohito, abbracciò una formazione e una carriera militare. Decise di entrare nella cavalleria dell'Esercito imperiale giapponese. Nel 1932 fu ammesso all'Accademia militare, dove si laureò nel 1935 con il grado di sottotenente. Lo stesso anno, nel giorno del suo ventesimo compleanno, il 2 dicembre, l'imperatore gli concesse il diritto di creare una sua casa principesca nella famiglia imperiale con il titolo di principe Mikasa (三笠宮, Mikasa-no-miya). Abbandonò così il precedente titolo. Prese il nome dal monte Mikasa, che si trova nella antica capitale imperiale di Nara.
Nel giugno del 1936 si unì al 5º reggimento di cavalleria e l'anno successivo fu promosso al grado di tenente di prima classe. Nel 1938 si diplomò alla scuola di equitazione della cavalleria imperiale. Nel 1939 venne nominato capitano. Nel 1941, durante l'espansione dell'impero che stava avvenendo durante la seconda guerra mondiale, lasciò il collegio con il grado di maggiore.
Nel 1943 fu assegnato come ufficiale al quartier generale della Forza di spedizione giapponese a Nanchino e vi rimase dal gennaio del 1943 al gennaio del 1944 con il nome in codice di capitano Wakasugi (若 杉), in riferimento al suo emblema personale. Il suo scopo era rafforzare la legittimità di uno Stato fantoccio e collaboratore, il governo nazionale riorganizzato della Repubblica di Nanchino, guidato da Wang Jingwei, e coordinare le varie componenti dell'esercito giapponese per guidare un'iniziativa di pace in Cina. L'avvio della dell'Operazione Ichi-Go da parte della sede imperiale eliminò un anno di lavoro e trattative del principe. Tornato a Tokyo, lavorò presso la sede imperiale fino alla fine della guerra, nel mese di agosto del 1945.
Molti storici evidenziano che sarebbe stato a conoscenza, pur senza avervi partecipato, di diversi crimini di guerra giapponesi commessi durante il conflitto, tra i quali vi sono gli esperimenti batteriologici condotti dall'Unità 731. I prigionieri furono sottoposti a vivisezione e tortura ai fini della ricerca militare. Quando era in Cina effettuò una visita di controllo nella sede di questa sezione nel distretto di Pingfang, nei pressi di Harbin, e scrisse nelle sue memorie che gli fecero vedere i film che mostravano esperimenti di gas sui prigionieri cinesi avvenuti nelle pianure della Manciuria.

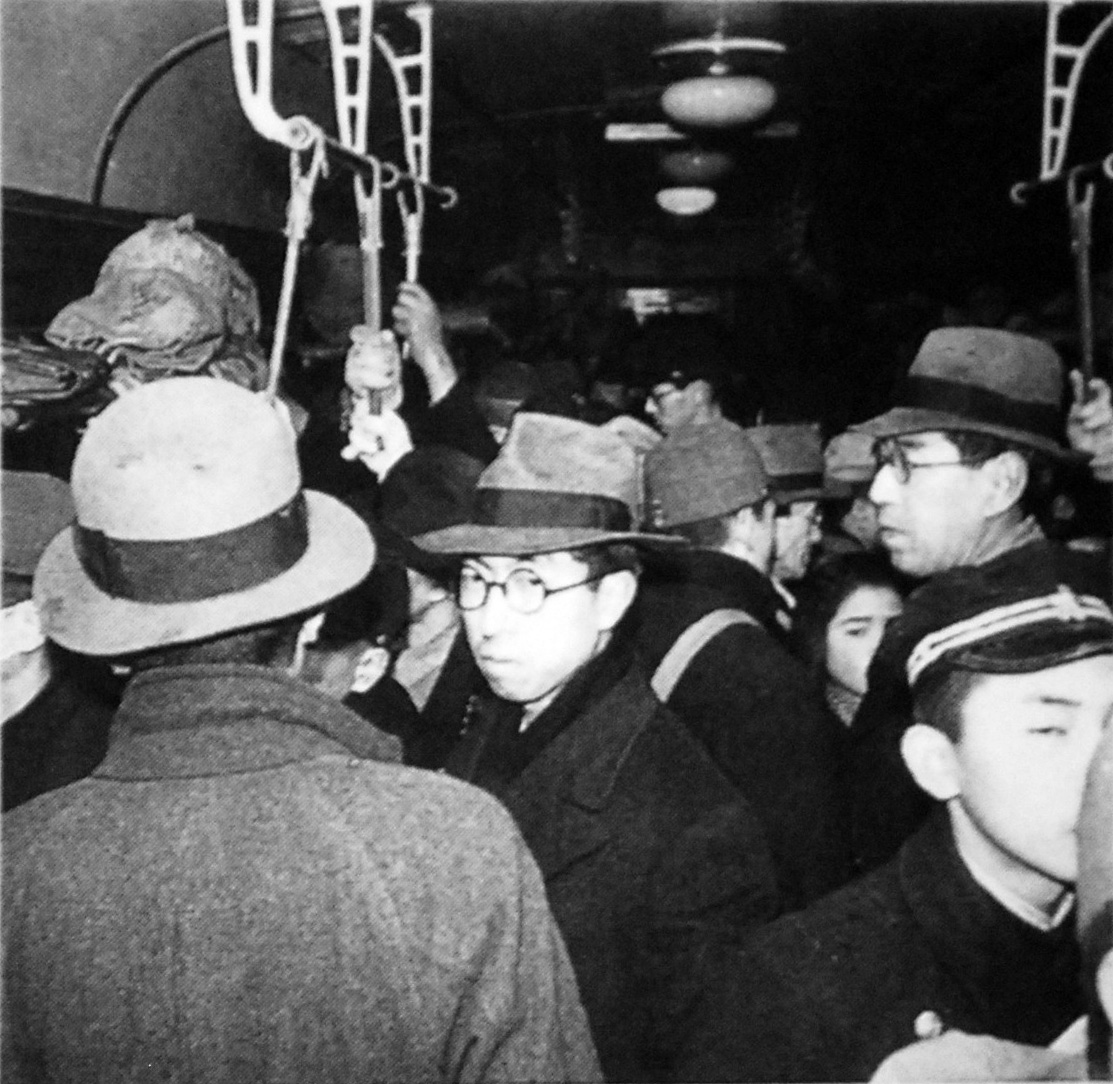
Il principe nella linea Yokosuka nel 1946.

Secondo Daniel Barenblatt, nel 1940 il principe Mikasa e il principe Tsuneyoshi Takeda assistettero a una proiezione speciale preparata da Shirō Ishii, il capo dell'Unità 731, di una pellicola che mostrava il lancio di contenitori in ceramica contenti materiale infetto dal bacillo della peste sopra il porto cinese di Ningbo. Molti anni più tardi, il 6 luglio 1994, durante un'intervista con Yomiuri Shimbun, disse che apprese da un ex medico militare di Manciukuò che le autorità militari giapponesi avevano cercato di avvelenare con ceppi di colera, senza successo, i nove membri della commissione d'inchiesta inviata dalla Società delle Nazioni nel 1931 sotto l'egida del conte Victor Bulwer-Lytton per determinare le vere cause della guerra in corso dal 1931 tra il Giappone e la Cina e quali dei due paesi fosse l'aggressore.
Dopo la fine della seconda guerra mondiale, con i principi Nobuhito, suo fratello maggiore, Fumimaro Konoe e Naruhiko Higashikuni (entrambi ex Primi ministri), furono tra i sostenitori dell'abdicazione dell'imperatore Hirohito e dell'instaurazione di una reggenza fino alla maggiore età del principe ereditario Akihito. Secondo la testimonianza scritta del ministro del Welfare Hitoshi Ashida, avrebbe chiesto l'abdicazione in una riunione del Consiglio della Corona tenutosi il 27 febbraio 1946 di fronte allo stesso Hirohito. Il generale americano Douglas MacArthur insistette tuttavia sul fatto che l'imperatore Hirohito dovesse conservare il trono e così avvenne.

### La carriera nel dopoguerra

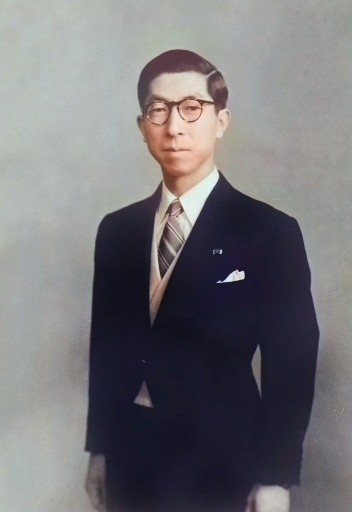
Il principe nel 1958.

Al termine della guerra, il principe Mikasa si iscrisse come uditore alla Facoltà di lettere dell'Università di Tokyo e iniziò lo studio dell'archeologia, della filologia e della linguistica, con particolare interesse per le civiltà del Medio Oriente e delle lingue semitiche, incluso l'ebraico. Dal 1954 fu membro della Società giapponese per gli studi sul Medio Oriente e nel 1975 fondò il Centro di cultura del Medio Oriente di Mitaka, del quale fino alla morte fu il presidente onorario. Insegnò storia dell'Oriente antico all'Università Cristiana Femminile di Tokyo dal 1955 e all'Istituto comprensivo di Aoyama di Shibuya. Fu anche docente onorario presso la Facoltà di belle arti all'Università delle arti di Tokyo dal 1985 e il 2002.
I suoi doveri ufficiali e le attività di ricerca e come relatore lo portarono a visitare più di trenta paesi. Fu eletto membro straniero dell'Académie des inscriptions et belles-lettres di Parigi nel novembre del 1991 e membro onorario della School of Oriental and African Studies dell'Università di Londra nel giugno del 1994. Il suo interesse per il Medio Oriente gli valse anche l'incarico di presidente onorario della Società Giappone-Turchia e dell'Association of Publishers for Cultural Exchange. Come ricercatore, fu presidente onorario della Fondazione giapponese Waksman.
Appassionato del cristianesimo delle origini e del giudaismo, fu critico con i miti e le tradizioni shintoiste. Nel gennaio del 1958 scrisse una lettera aperta per opporsi al restauro del Kenkoku kinen no hi, una grande celebrazione dello shintoismo di stato istituita nel 1872 per celebrare l'anniversario della leggendaria creazione della nazione giapponese da parte del leggendario imperatore Jinmu, il 12 febbraio del 660 a.C.. Si attirò così le minacce dei circoli ultranazionalisti.
Mantenne una certa importanza nella politica della famiglia imperiale in quanto fu uno dei due rappresentanti dei membri della stessa all'interno del Consiglio della Casa Imperiale dal 1951 al 1955 e poi dal 1963 al 2007 e supplente di fratello, il principe Nobuhito dal 1955 al 1963. Il Consiglio è presieduto dal Primo ministro e tratta principalmente della gestione degli affari coniugali e della politica immobiliare della famiglia regnante. Fu anche vice presidente onorario della Croce Rossa Giapponese.

### Ultimi anni, morte e funerale
Verso la fine della sua vita, a causa della sua età avanzata, il principe Mikasa fece raramente apparizioni pubbliche e usava regolarmente una sedia a rotelle. Viveva con la moglie in una residenza nei terreni della tenuta di Akasaka a Motoakasaka, nel quartiere Minato di Tokyo. Nel 2012 subì un intervento chirurgico al cuore dopo il quale ebbe un pieno recupero. La sua routine prevedeva esercizi di ginnastica per circa 30 minuti ogni giorno con sua moglie nella loro residenza di Tokyo. Spesso andava all'aperto per un giro sulla sua sedia a rotelle. Circa una volta alla settimana, lasciava la sua casa per un taglio di capelli, o per partecipare a vari eventi con altri membri della famiglia. Nell'ottobre del 2014 a Tokyo partecipò al matrimonio di sua nipote Noriko, la seconda figlia del suo figlio minore, Norihito, principe Takamado. Il personale del palazzo affermò che fu vigoroso fino ai suoi ultimi giorni e che fu sempre aiutato da sua moglie. Continuava a leggere i giornali e si divertiva a guardare programmi musicali e di sumo in televisione.
Il 2 dicembre 2015, il principe Mikasa divenne il primo membro della famiglia imperiale a compiere 100 anni. In verità un cugino, Higashifushimi Kunihide, aveva 103 anni al momento della sua morte nel 2014, ma nel 1931 aveva lasciato la famiglia imperiale per fondare un ramo della famiglia Higashifushimi. Un altro cugino, il principe Naruhiko Higashikuni, visse fino a 102 anni, ma aveva perso i suoi titoli imperiali dopo la seconda guerra mondiale. Il giorno del suo 100º compleanno disse: "Nulla cambierà solo perché compio 100 anni. Mi piacerebbe trascorrere le mie giornate piacevolmente e pacificamente mentre prego per la felicità delle persone in tutto il mondo e ringraziando mia moglie, Yuriko, che mi sostiene da oltre 70 anni". Nell'aprile del 2016, presso la sua residenza, incontrò l'ambasciatore giapponese in Turchia e fece con lui una passeggiata al Palazzo distaccato di Akasaka.
Il 16 maggio 2016, il principe Mikasa fu ammesso nell'unità di terapia intensiva dell'ospedale internazionale San Luca nel quartiere Chuo di Tokyo, dopo aver contratto una polmonite acuta. Rimase in ospedale per i restanti mesi della sua vita. A giugno il suo cuore si indebolì e soffrì di un accumulo di liquido nei polmoni. La principessa Yuriko lo visitò spesso con altri membri della famiglia imperiale, tra cui l'imperatore e l'imperatrice a giugno. Durante i suoi ultimi giorni, il principe Mikasa rimase vigile. Il 22 ottobre, il principe e sua moglie festeggiarono il 75º anniversario di matrimonio nella sua stanza d'ospedale. Le sue condizioni alla fine si stabilizzarono al punto da essere in grado di iniziare un percorso di riabilitazione nel suo letto. Gli esercizi comprendevano allungamenti di braccia e le gambe. Alle 7:40 del mattino del 27 ottobre, tuttavia, il suo cuore rallentò gradualmente, fermandosi intorno alle 8 del mattino. Il principe Mikasa fu dichiarato morto alle 8:34, con la moglie al suo fianco. Era sopravvissuto a tutti i suoi fratelli e a tre i suoi figli. Fu anche l'ultimo nipote sopravvissuto dell'imperatore Meiji.,
Le esequie si tennero il 4 novembre 2016 al cimitero imperiale di Toshimagaoka. Vi presero parte circa 580 persone tra cui membri della famiglia imperiale, il Primo ministro Shinzō Abe, l'ambasciatore statunitense Caroline Kennedy e gli ex membri della famiglia imperiale Sayako Kuroda e Noriko Senge e i loro mariti. La principessa Mikasa ospitò la cerimonia in qualità di congiunta più prossima.

## Matrimonio e figli

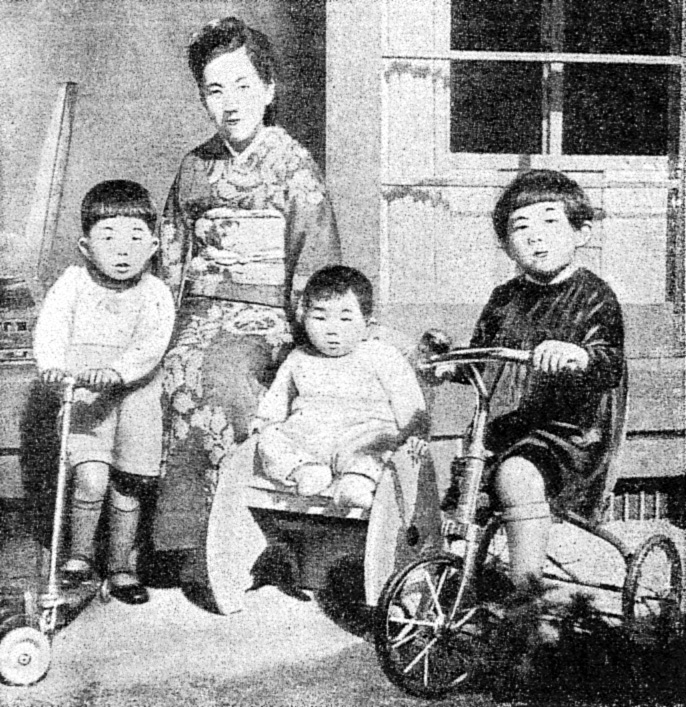
La moglie con alcuni figli.

Il 22 ottobre 1941 sposò Yuriko Takagi, la seconda figlia del defunto visconte Masanori Takagi. Il principe e la principessa Mikasa ebbero cinque figli, di cui due sono ancora in vita:
- Yasuko Konoe (nata il 26 aprile 1944);
- Principe Tomohito di Mikasa (5 gennaio 1946 - 6 giugno 2012);
- Yoshihito, principe Katsura (11 febbraio 1948 - 8 giugno 2014);
- Masako Sen (nata il 23 ottobre 1951);
- Norihito, principe Takamado (29 dicembre 1954 - 21 novembre 2002).

## Cariche onorifiche
- Presidente onorario del Centro della Cultura del Medio Oriente in Giappone
- Presidente onorario della Società Giappone-Turchia
- Vicepresidente onorario della Società della croce rossa giapponese